# 2012年海峽兩岸棒球對抗賽
2012年第二屆海峽兩岸棒球對抗賽由中華棒球協會和中國棒球協會於台北市與新北市舉行為期五天的棒球交流賽，參賽隊伍僅限於兩岸三地，比賽於10月24日開始，冠軍於10月28日產生，因由頂新國際集團贊助，本賽事又稱「頂新杯」。與第一屆賽事不同的是，本屆將分為少棒以及成棒兩個級別，且有提供現場直播，轉播單位為台灣超視。

## 參賽隊伍
本屆賽事有六支少棒隊，八支成棒隊，成棒參賽隊伍與第一屆相同。

### 少棒組
- 台灣：
  - 台北市東園國小少棒隊
  - 新北市興穀國小少棒隊
  - 桃園縣仁善國小少棒隊

- 中國大陸：
  - 北京市西單小學少棒隊
  - 無錫市實驗小學少棒隊
  - 香港聯合少棒隊

### 成棒組
- 台灣：
  - 台北市成棒隊
  - 新北市成棒隊
  - 合作金庫棒球隊
  - 台灣電力棒球隊

- 中國大陸：
  - 天津雄獅隊
  - 廣東獵豹隊
  - 江蘇希望之星隊
  - 四川蛟龍隊

## 舉辦場地
本賽事使用三座球場，少棒組使用台北青年公園，成棒組使用新北新莊棒球場以及台北天母棒球場。

## 賽制
因2011年海峽杯將兩岸球隊各分一組導致賽制爭議，本屆將兩岸球隊混合，成棒賽事各分AB兩組，少棒因僅六隊，無須分組。

### 成棒組
- A組:  
  - 台北市
  - 合作金庫
  - 天津市
  - 廣東省

- B組: 
  - 台灣電力
  - 新北市
  - 四川省
  - 江蘇省

## 比賽結果

### 少棒組
10月24日(三)：
- 台北市 14:4 北京市
- 新北市 2:7 無錫市
- 桃園縣 18:1 香港

10月25日(四)：
- 台北市 2:12 無錫市
- 桃園縣 11:2 北京市
- 新北市 21:1 香港

10月26日(五)：
- 桃園縣 8:20 無錫市
- 北京市 11:0 香港
- 台北市 16:6 新北市

10月27日(六)：
- 香港 0:17 無錫市
- 台北市 6:5 桃園縣
- 新北市 6:5 北京市

10月28日(日)：
- 台北市 14:0 香港
- 新北市 5:12 桃園縣
- 無錫市 12:2 北京市[4]

### 戰績排名
少棒組由5戰全勝的無錫實驗小學獲得冠軍。
| 隊伍                 | 賽數 | 勝場 | 敗場 | 最終排名 |
| -------------------- | ---- | ---- | ---- | -------- |
| 無錫市實驗小學少棒隊 | 5    | 5    | 0    | 1        |
| 台北市東園國小少棒隊 | 5    | 4    | 1    | 2        |
| 桃園縣仁善國小少棒隊 | 5    | 3    | 2    | 3        |
| 新北市興穀國小少棒隊 | 5    | 2    | 3    | 4        |
| 北京市西單小學少棒隊 | 5    | 1    | 4    | 5        |
| 香港聯合少棒隊       | 5    | 0    | 5    | 6        |

### 成棒組
10月24日(三)：
- 台北市 4:3 廣東省
- 台灣電力 4:3 江蘇省
- 合作金庫 4:1 天津市
- 新北市 3:0 四川省

10月25日(四)：
- 台灣電力 14:2 四川省
- 台北市 8:5 天津市
- 新北市 2:0 江蘇省
- 合作金庫 3:0 廣東省

10月26日(五)：
- 天津市 7:5 廣東省
- 江蘇省 2:1 四川省
- 合作金庫 5:0 台北市
- 新北市 8:1 台灣電力

10月27日(六)：
- 天津市 4:1 四川省
- 廣東省 5:2 江蘇省
- 台灣電力 4:1 合作金庫
- 新北市 5:3 台北市

10月28日(日)：
- 江蘇省 8:6 四川省
- 廣東省 4:1 天津市
- 合作金庫 3:2 台北市
- 新北市 5:2 台灣電力[5]

### 戰績排名
成棒組由5戰全勝的新北市成棒隊獲得冠軍。
| 隊伍           | 賽數 | 勝場 | 敗場 | 最終排名 |
| -------------- | ---- | ---- | ---- | -------- |
| 新北市成棒隊   | 5    | 5    | 0    | 1        |
| 台灣電力棒球隊 | 5    | 3    | 2    | 2        |
| 合作金庫棒球隊 | 5    | 4    | 1    | 3        |
| 台北市成棒隊   | 5    | 2    | 3    | 4        |
| 廣東獵豹隊     | 5    | 2    | 3    | 5        |
| 天津雄獅隊     | 5    | 2    | 3    | 6        |
| 江蘇希望之星隊 | 5    | 2    | 3    | 7        |
| 四川蛟龍隊     | 5    | 0    | 5    | 8        |

## 外部連結
- 中華民國棒球協會（页面存档备份，存于）（繁體中文）
- 中國棒球協會（页面存档备份，存于）（简体中文）
- 超級電視台轉播官網（繁體中文）